# حجر الحبلى

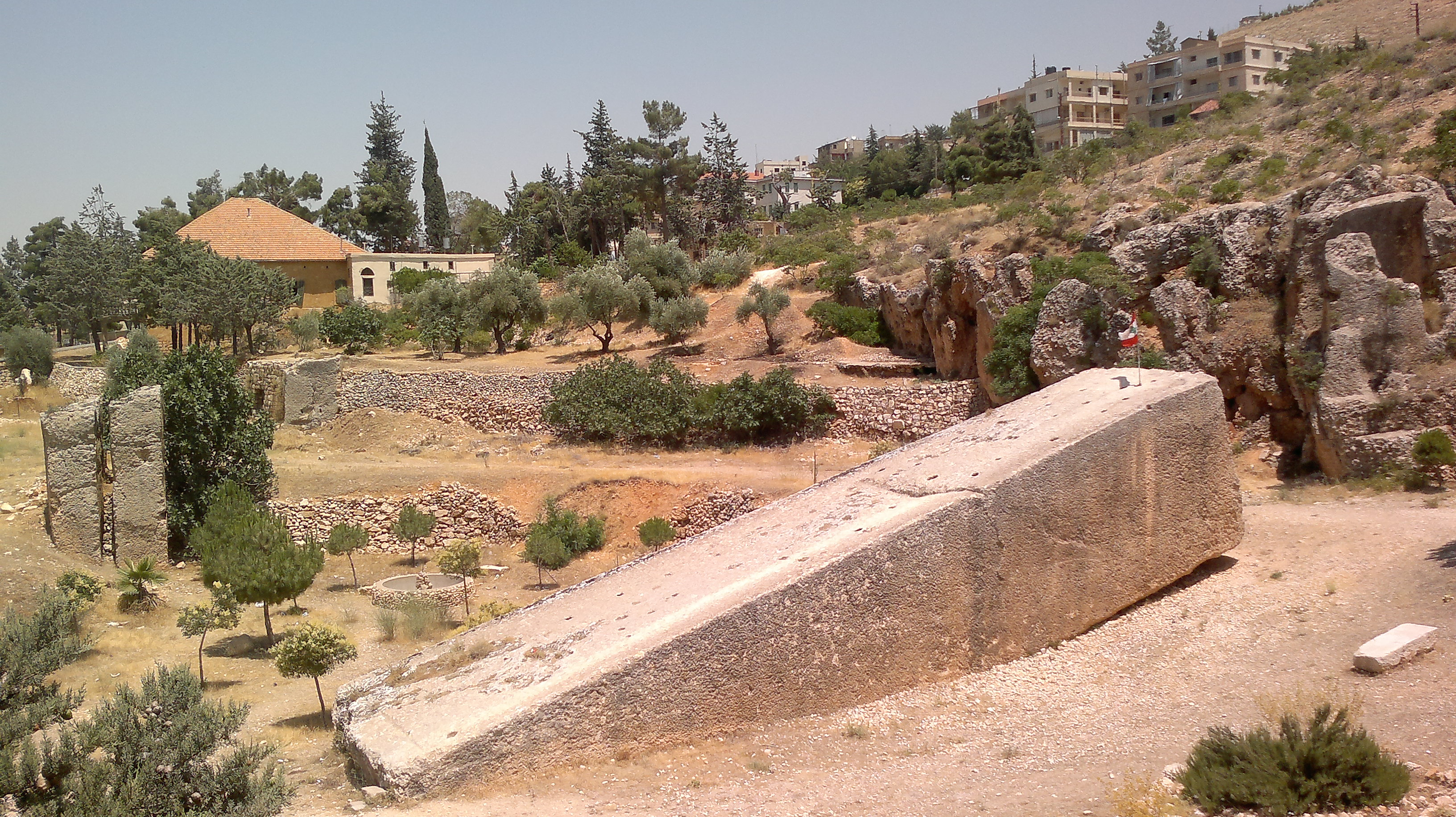
حجر الحبلى في بعلبك.

حجر الحبلى أو حجر الحُبْلَة هو حجر ضخم منحوت يقع في مدينة بعلبك في لبنان، تحديدًا عند المدخل الشمالي الشرقي للمدينة. يبلغ طوله نحو 20 مترًا، وعرضه 4 أمتار، وسماكته 4 أمتار، ويُقدَّر وزنه بحوالي 1615 طنًا.